# Драматичний фільм

«Звіяні вітром» — епічна романтична драма

Драматичний фільм, кінодрама — жанр кіно і телебачення, який переважно характеризується внутрішніми переживаннями героїв, які стикаються з емоційними темами.

## Опис
Драматичні теми, такі як алкоголізм, наркоманія, расові упередження, релігійна нетерпимість, бідність, злочинність і корупція, призводять героїв до конфліктів один з одним, іншими, суспільством і навіть природними явищами.
Усі фільми цього жанру можуть включати драматичні елементи, але в основному драматичні фільми зосереджені на драмі основного конфлікту.
Американський кінорежисер Френк Карпа так висловлювався про цей жанр:
|               | Я вважав, що кінодрама — це коли героїня плаче. Я помилявся. Кінодрама — це коли плачуть глядачі. |
| — Френк Карпа |                                                                                                   |

## Піджанри
Драматичний фільм розділяють на широкий спектр жанрів кіно. Через велику кількість драматичних фільмів ці фільми поділяються на підкатегорії:
- Документальна драма — жанр, який акцентує на відтворенні драматичними акторами історичних подій, але зовні представлений у формі документального або науково-популярного фільму.
- Кримінальна драма та судова драма — розвиток персонажів базується на темах, які включають злочинність, правоохоронні органи та систему правосуддя.
- Історична драма — жанр про драматичні події в історії.
- Військова драма — це жанр, який зосереджується на військовому житті, військових долях або конкретних військових подіях чи місіях.
- Біопічна драма — це жанр, який зосереджується на реальних історіях про реальних людей.
- Гумористична драма — це жанр, у якому співвідношення гумору та серйозного змісту рівні або приблизно рівні.
- Мелодрама — це підвид драматичного кіно, в якому використовують історії, що зачіпають емоції глядача. Мелодраматичні історії часто стосуються «криз людських емоцій, невдалих романів чи дружби, напружених сімейних стосунків, трагедії, хвороби, неврозу чи емоційного та фізичного переживання». Кінокритики часто використовують термін «принизливий», щоб підкреслити нереальну, безпафосну, марну історію про роман або знайому ситуацію зі стереотипними персонажами (часто з центральним жіночим персонажем), що стосується переважно жіночої аудиторії. Мелодраму іноді називають «жіночим фільмом» або «шикарним фільмом».
- Романтична драма — це підвид драматичного кіно, заснованого на романтичному коханні.
- Трагедія — жанр, у якому існує рівний або майже рівний баланс між гумором і серйозним змістом. Це трагікомічний фільм, який поєднує елементи гумору, лірики та трагедії, перетворюючи його на комедію та драму, що викликає сміх та співчуття у глядача.